# Hans-Heinrich Jarchow

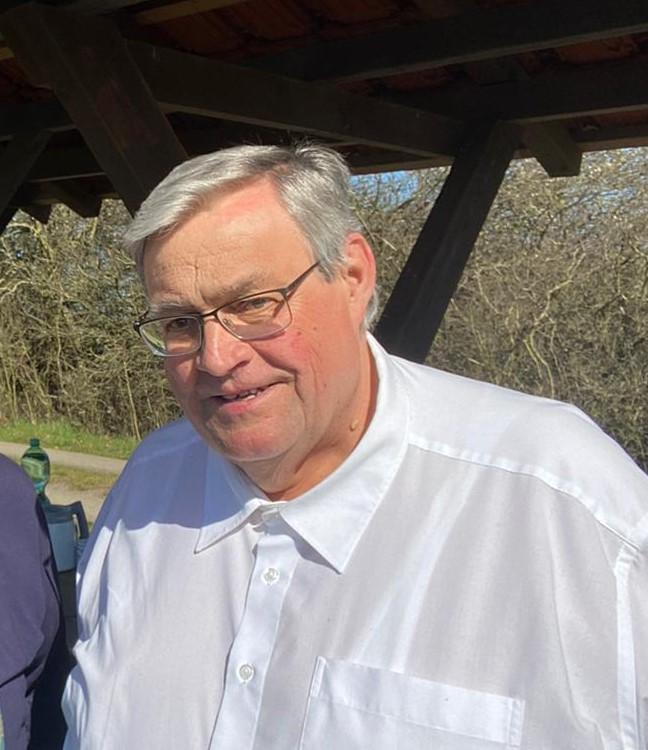
Hans-Heinrich Jarchow

Hans-Heinrich Jarchow (* 13. Juli 1955 in Plau am See; † 24. August 2020 in Rostock) war ein deutscher Ingenieur und Politiker (SPD). In den Jahren 2002 bis 2006 saß er im Landtag von Mecklenburg-Vorpommern.

## Leben
Jarchow ging als einziger seiner Klasse nicht zur Jugendweihe, sondern zur Konfirmation. Nachdem er im Jahr 1979 in Berlin Ingenieur für Landtechnik geworden war, wurde er Technischer Leiter der Landwirtschaftlichen Produktionsgenossenschaft Gnevsdorf. Nach der Wende und friedlichen Revolution in der DDR war er von 1990 bis 1994 der erste frei gewählte ehrenamtliche Bürgermeister seines Heimatdorfes Wangelin. Von 1994 bis 2001 war Jarchow hauptamtlicher Bürgermeister der Stadt Plau am See. Für die SPD Mecklenburg-Vorpommern errang er bei der Landtagswahl in Mecklenburg-Vorpommern 2002 im Landtagswahlkreis Parchim I ein Direktmandat im Landtag Mecklenburg-Vorpommern. Bei der Landtagswahl in Mecklenburg-Vorpommern 2006 konnte er es nicht behalten. Von 2009 bis 2017 war er bei der Akademie für Politik, Wirtschaft und Kultur in Mecklenburg-Vorpommern in Schwerin tätig. Dort leitete er den Geschäftsbereich der demokratischen Initiative WIR. Erfolg braucht Vielfalt. 
Jarchow erlag im Rostocker Klinikum Südstadt mit 65 Jahren einem Karzinom und wurde am 5. September 2020 an der Südseite der Gnevsdorfer Kirche beerdigt. Es sprachen die Pastoren Lutz Jastram (Karbow), Dr. Ulrich Müller (Malchow) und Gerhard Winkelmann (fr. Gnevsdorf). Jarchow hinterließ seine Frau Karin geb. Blankenburger, zwei Töchter und eine Enkeltochter.

## Ehrenämter

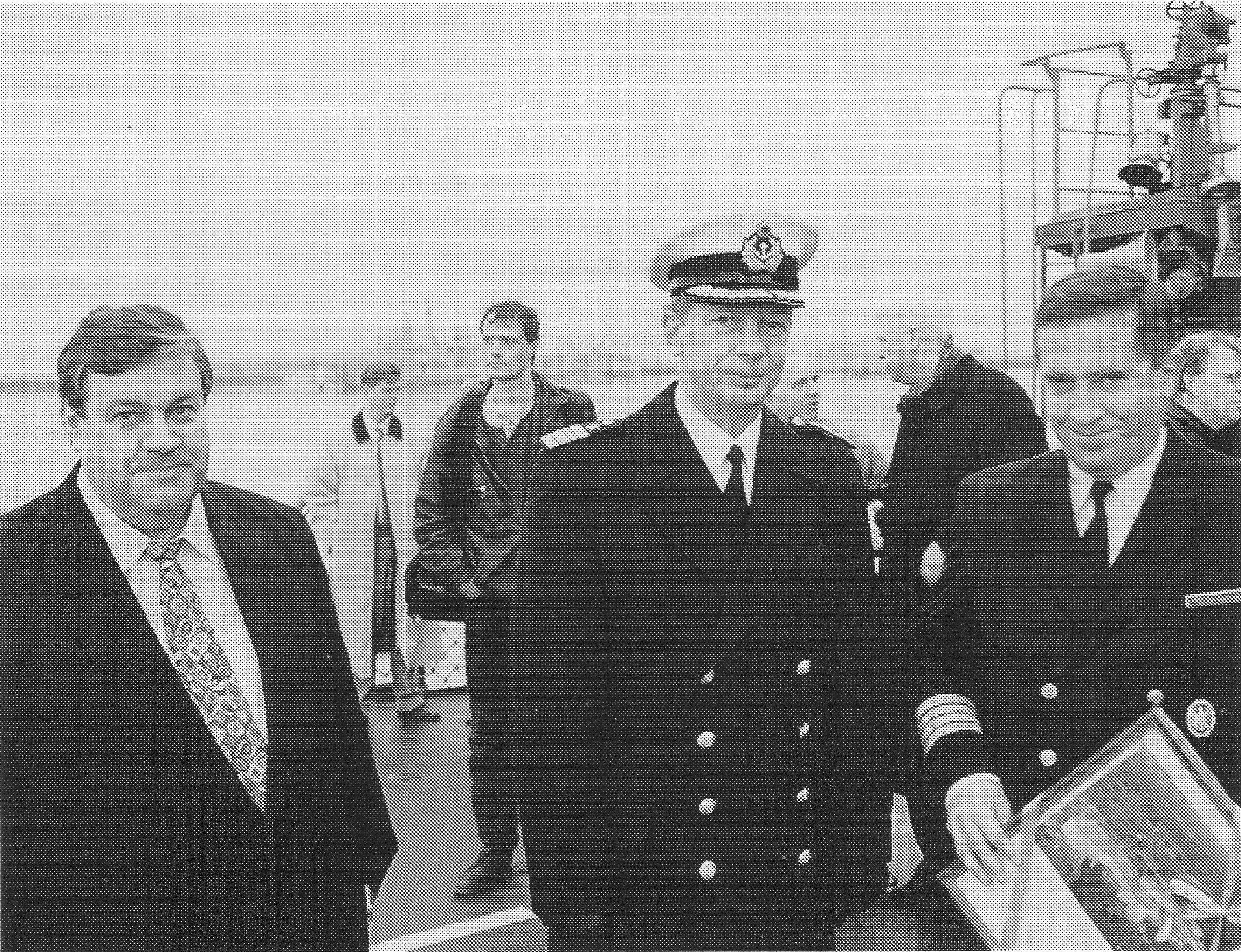
Jarchow auf der Mecklenburg-Vorpommern (1996)

Von 1994 bis 2011 war Jarchow Synodaler der Evangelisch-Lutherischen Landeskirche Mecklenburgs. Von 1997 bis 2002 war er Mitglied der Kirchenleitung der Landeskirche. Seit 1994 besuchte er alljährlich die Evangelisch-Lutherische Kirche in der Republik Kasachstan, die Partnerkirche der (ehemaligen) Evangelisch-Lutherischen Landeskirche Mecklenburgs. Von 1998 bis 2015 hielt Jarchow plattdeutsche Morgenandachten in Verkündigungssendungen des Norddeutschen Rundfunks. In den umliegenden Dorfkirchen, besonders in Wendisch Priborn und Retzow, hielt er an Heiligabend die Andachten. Im Jahr 2008 gründete er den Förderverein Kirche Gnevsdorf, dessen Vorsitzender er bis zum Jahr 2020 war. Jarchow war wie seine Frau aktiv im Plauer Posaunenchor und sang im Gnevsdorfer Singkreis. Von 2010 bis zu seinem Tod leitete er die Jagdhorngruppe „Retzower Heide“.